# Ronja Peters
Ronja Peters (* 1. September 1989 in Schwerin) ist eine deutsche Schauspielerin und Synchronsprecherin.

## Leben
Die in Mecklenburg-Vorpommern geborene Ronja Peters lebte von August 2007 bis Mitte 2009 in Erfurt und absolvierte dort ihr Abitur. Währenddessen spielte Peters von Januar 2008 bis Oktober 2009 die Hauptrolle der Karla Bussmann in der Kinder- und Jugendserie Schloss Einstein, die seit dem 4. September 1998 im KiKA ausgestrahlt wird. Es war ihre erste Fernsehproduktion. Am 17. April 2010 kehrte Peters noch einmal als Gastauftritt in die Serie zurück.
Ihre Schauspielausbildung erhielt sie am Stadttheater Lüneburg, außerdem besuchte sie Seminare über Method Acting und Synchronisation.
Sie spielte von März bis September 2010 in der Serie Eine wie keine in der Hauptbesetzung als Jana Blaschke mit. Dafür wurde sie 2011 für den German Soap Award nominiert in der Kategorie Bester Newcomer.
Längere Aufenthalte in Griechenland, Kolumbien und US-amerikanischen Metropolen folgten. Später wurde sie als Synchronsprecherin tätig. Sie sprach unter anderem für Florence Pugh. Peters wohnt in Berlin.

## Filmografie
- 2008–2009, 2010: Schloss Einstein (Folgen 11x481–12x580, 13x600)
- 2008: Homo Sapiens
- 2009–2010: Eine wie keine (Folgen 103–105, 132–212)
- 2014: El Chapo (Folge 3x2)
- 2016: Im Nesseltal
- 2017: White Pillow
- 2017: Parasozial – Fiktive Detektive

## Synchronrollen
Die folgenden Jahreszahlen beziehen sich auf die deutschsprachige Erstveröffentlichung des Films oder der ersten Folge der Serie.

### Florence Pugh
- 2021: Black Widow als Yelena Belova
- 2021: Hawkeye als Yelena Belova (Folgen 1x04–1x06)
- 2022: Der gestiefelte Kater: Der letzte Wunsch als Goldlöckchen
- 2024: Dune: Part Two als Prinzessin Irulan

### Filme
- 2016: Winnetou – Der Mythos lebt (Teil 1 und 3) als Celeste
- 2018: Letztendlich sind wir dem Universum egal (Every Day) für Jeni Ross als Amy
- 2018: Mile 22 für Emily Skeggs als M.I.T.
- 2018: Searching für Briana McLean als Abigail Nielsen
- 2018: Schicksalhafte Weihnachten (Once Upon a Christmas Miracle) für Melissa Marie Elias als Jennette
- 2019: GO! Eine unvergessliche Party (GO! La fiesta inolvidable) für Crash als Crash
- 2019: Rambo: Last Blood für Fenessa Pineda als Gizelle
- 2020: Knives Out – Mord ist Familiensache (Knives Out) für Shyrley Rodriguez als Alice Cabrera
- 2020: Horse Girl für Debby Ryan als Nikki
- 2020: All Day and a Night für Zoe Foulks als Winter
- 2020: Her Blue Sky für You Taichi als Masatsugu Nakamura
- 2020: Gretel & Hänsel (Gretel & Hansel) für Jessica De Gouw als Holda (jung)
- 2021: Demon Slayer: Kimetsu no Yaiba – The Movie: Mugen Train (Gekijō-ban „Kimetsu no Yaiba“ Mugen Ressha-hen) für Kaede Hondo als Shigeru Kamado
- 2021: Army of the Dead für Ella Purnell als Kate Ward
- 2021: Fear Street – Teil 1: 1994 (Fear Street Part One: 1994) für Maya Hawke als Heather Watkins
- 2021: The Suicide Squad für Daniela Melchior als Cleo Cazo alias Ratcatcher 2
- 2021: Dead or Bullet für Mariya Ise als Tsuan
- 2021: The Hand of God (È stata la mano di Dio) für Rossella Di Lucca als Daniela Schisa
- 2021: Intrusion für Megan Elisabeth Kelly als Christine Cobb
- 2021: Ein Fremder am Strand (Umibe no Étranger) für Yu Shimamura als Sakurako
- 2021: Niemand kommt hier lebend raus (No One Gets Out Alive) für Cosmina Stratan als Petra
- 2023: The Portable Door für Jessica De Gouw als Rosie Tanner
- 2023: Fast & Furious 10 für Daniela Melchior als Isabel Neves

### Serien
- 2010–2023: Navy CIS: L.A. für Natalia del Riego als Rosa Reyes
- 2015: The Flash für Victoria Park als Kamilla Hwang (seit Folge 5x12)
- 2017: Riverdale (Folge 4x15) für Sarah Desjardins als Donna Sweett
- 2017: Ozark für Madison Thompson als Erin Pierce (Folgen 3x02– )
- 2018: Vida (Folgen 1x03–3x04) für Elizabeth De Razzo als Yoli
- 2018: Craig of the Creek als Lou
- 2018: Knight Squad für Lilimar Hernandez als Sage
- 2019: The Umbrella Academy für Cazzie David als Jayme Hargreeves / Sparrow Nummer Sechs (Folgen 3x01–3x03, 3x06)
- 2019: NOOBees für Daniela Velez als Helen Santiago
- 2019: Unbelievable für  Kaitlyn Dever als Marie Adler
- 2019: Love Alarm (Joahamyeon Ullineun) für Jo Yoo-jung als Mon-Sun
- 2019: Legacies (seit Folge 3x04) für Omono Okojie als Cleo Sowande
- 2020: Love 101 (Aşk 101) als Billur
- 2020: Noch nie in meinem Leben … (Never Have I Ever) für Maitreyi Ramakrishnan als Devi Vishwakumar
- 2020: Snowpiercer für Fiona Vroom als Miss Gillies
- 2020: The Walking Dead: World Beyond für Alexa Mansour als Hope Bennett
- 2020: Die Gehörlosen-Uni (Deaf U)
- 2020: Mord in Genua – Ein Fall für Petra Delicato (Petra) für Federica Rosellini als Luisa
- 2021: Sky Rojo für Godeliv Van den Brandt als Rubi
- 2021: Stargirl für Stella Smith als Artemis Crock
- 2021: Kuroko’s Basketball (Kuroko no Basuke) als Riko Aida
- 2021: Jiva! – Tanz für deine Zukunft (Jiva!) für Katlego Lebogang als Mbali
- 2021: Fünffache Rache (La venganza de las Juanas) für Getsemani Vela als Ana Valencia
- 2021: Cowboy Bebop für Daniella Pineda als Faye Valentine
- 2022: Sommer im Cielo Grande (Cielo Grande) für Abril di Yorio als Luz Aguilar
- 2022: Single Drunk Female für Madeline Wise als Stephanie
- 2022: Herzschlag (Pálpito) für Silvia Varón als Karla
- 2023: Shy für Mamiko Noto als Pepesha Andrianov/Spirits

### Videospiele
- 2020: Tell Me Why als Officer Wilson / Kendra Harris-Guidry
- 2021: Life Is Strange: True Colors als Steph
- 2022: Gotham Knights als Harleen Quinzel / Harley Quinn
- 2022: Mario + Rabbids Sparks of Hope als Rabbid-Rosalina[2]